# Sid Ganis

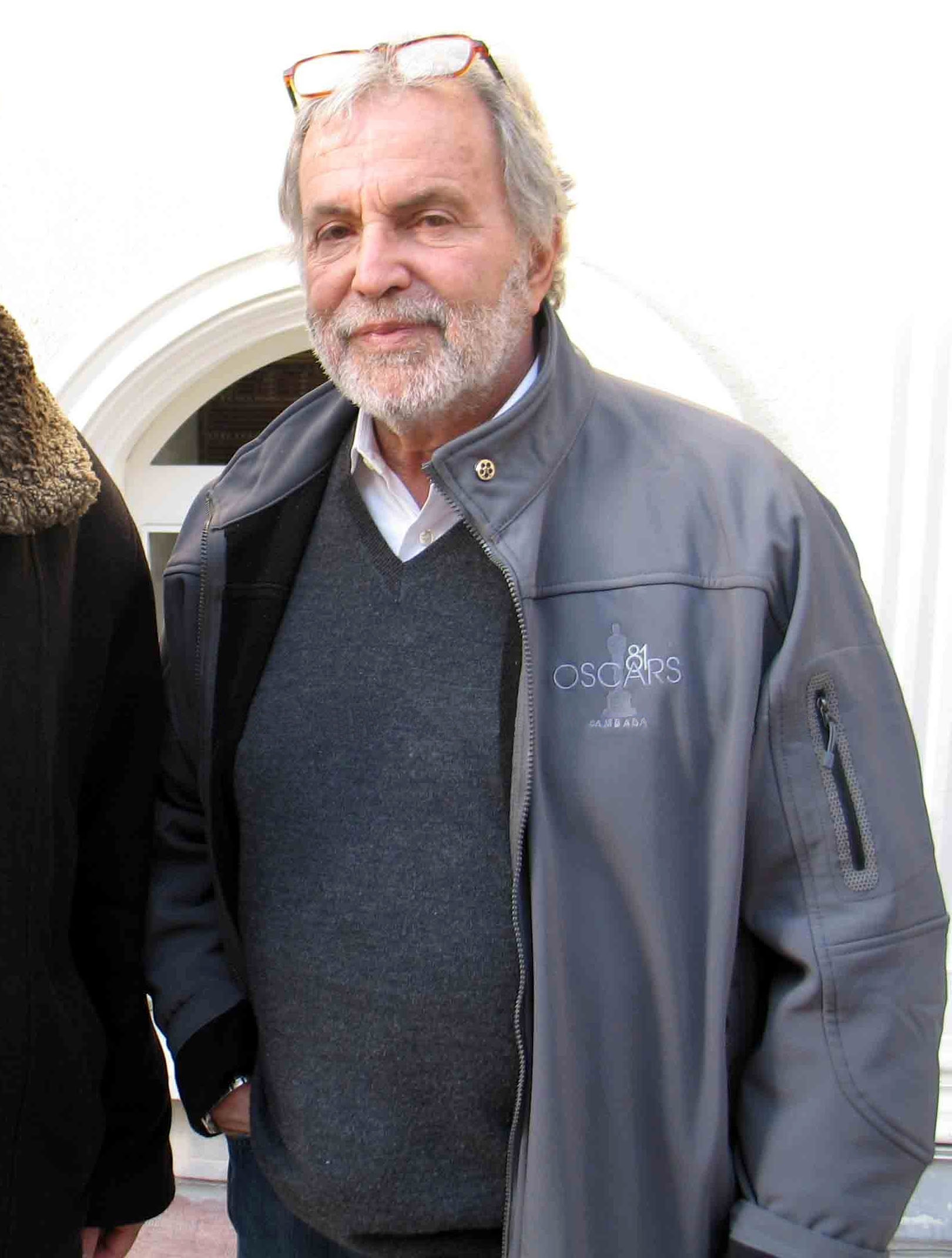
Sid Ganis (2002)

Sidney Ganis mais conhecido como Sid Ganis (Brooklyn, Nova Iorque, 8 de janeiro de 1940) é um executivo e produtor de cinema estadunidense, que produziu filmes como Deuce Bigalow: Male Gigolo, Big Daddy, Mr. Deeds, The Master of Disguise e Akeelah and the Bee. Em 23 de agosto de 2005 foi eleito presidente da Academia de Artes e Ciências Cinematográficas.